# 樋口泰子
樋口 泰子（ひぐち やすこ、1976年4月10日 - ）は、山梨県出身の女優、声優。所属は無名塾。TYPES出身。
身長160cm。体重48kg。血液型O型。特技はスキー、甲州弁。

## 出演作品

### テレビ
- 渡る世間は鬼ばかり（2002年、TBS）
- 女と愛とミステリー（テレビ東京） 
  - 嘱託刑事・小山田昭平「旅路の果て」 - 柏木悦子 役
  - ノサップ岬の女（2002年）
- はるちゃん6（2002年）
- 火曜サスペンス劇場 新・女検事 霞夕子25（2005年）
- 月曜ミステリー劇場 ムコ入り刑事 高山家・明の事件ファイル2（2005年）
- 金曜エンタテイメント 妻は多重人格者（2006年）
- 火曜ドラマゴールド 警視庁鑑識課＜第9班＞ ミッドナイトブルー（2006年）
- よろずや平四郎活人剣（2007年）
- おみやさん（2009年） - 安井明美 役
- 二重被爆〜語り部山口彊の歩み〜（2010年）
- 相棒 Season17 第14話（2019年2月6日、テレビ朝日） -  田中小百合  役

### 映画
- あの夏の樹

### 舞台
- 恋とグァテマラ（2006年） - マダム 役
- エッフェル塔の潜水夫
- 銃を弾け、楽器を撃て
- 銭形平次
- 長州異聞
- 友達
- ドン・キホーテ
- ノッキンオンヘヴンズドア
- 鋏
- ハツカネズミと人間
- ハムレット
- マクベス
- リア王
- 幸福な動物（温泉ドラゴン公演、2017年8月23日 - 9月3日、SPACE雑遊）[4]

### CM
- 味の素 味パンダ
- 第一生命保険
- 横浜ゴム

### ラジオドラマ
- 青春アドベンチャー（NHK-FM）
  - 砂漠の歌姫
  - ピエタ
  - 獅子の城塞

### 吹き替え
- アガサクリスティシリーズ 忘れられぬ死 - ローズマリー・バートン 役
- A LIFEin Pictures - アガサ（少女期） 役

### CD
- 雨の魔女